# Insein (więzienie)

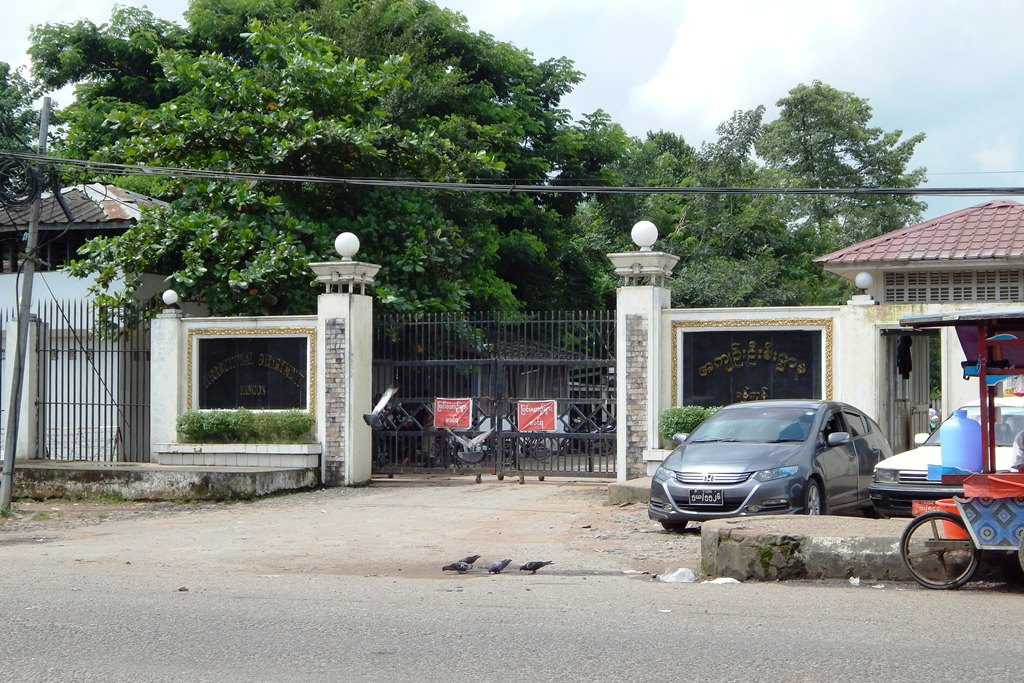
Brama więzienia Insein

Więzienie Insein (birm. အင်းစိန်ထောင် /ɪ́ɴsèiɴ tʰaʊ̀̃/) — największe więzienie w Mjanmie zlokalizowane dzielnicy Insein w północnej części Rangunu.
Więzienie zostało wybudowane przez Brytyjczyków w 1887 r. W centrum kompleksu więziennego znajduje się ośmiokątny budynek wokół którego promieniście wybudowano bloki więzienne; kompleks ten otoczony jest podwójnym ceglanym murem. Układ taki wzorowany jest na londyńskim więzieniu Pentonville .
Przed II wojną światową więzienie służyło jako miejsce osadzania liderów ruchu wyzwoleńczego. Bezpośrednio po wojnie przetrzymywano w nim dużą grupę japońskich generałów i wyższych oficerów, z których wielu oskarżonych było o popełnienie zbrodni wojennych. Po odzyskaniu przez Mjanmę niepodległości w 1948 r. w Insein osadzano więźniów politycznych, których liczba zaczęła gwałtownie rosnąć po wojskowym zamachu stanu Ne Wina w 1962 r. W okresie tym zaczęto wobec więźniów stosować tortury, odmowy udzielenia pomocy medycznej i izolację. Niektórych więźniów politycznych przetrzymywano w klatkach dla psów. Stało się też ono znane z panujących w nim bardzo złych warunków sanitarnych i wysokiej umieralności więźniów. Około 2005 r. w więzieniu przebywało ok. 9 000-10 000 więźniów z czego szacunkowo 16-18% stanowili więźniowie polityczni. Poza Insein, więźniowie polityczni przetrzymywani są jeszcze w 19 spośród 43 więzień w Mjanmie. Od 2011 r. obserwuje się znaczne zmniejszanie się liczby więźniów politycznych w Mjanmie.

## Wydarzenia związane z więzieniem Insein

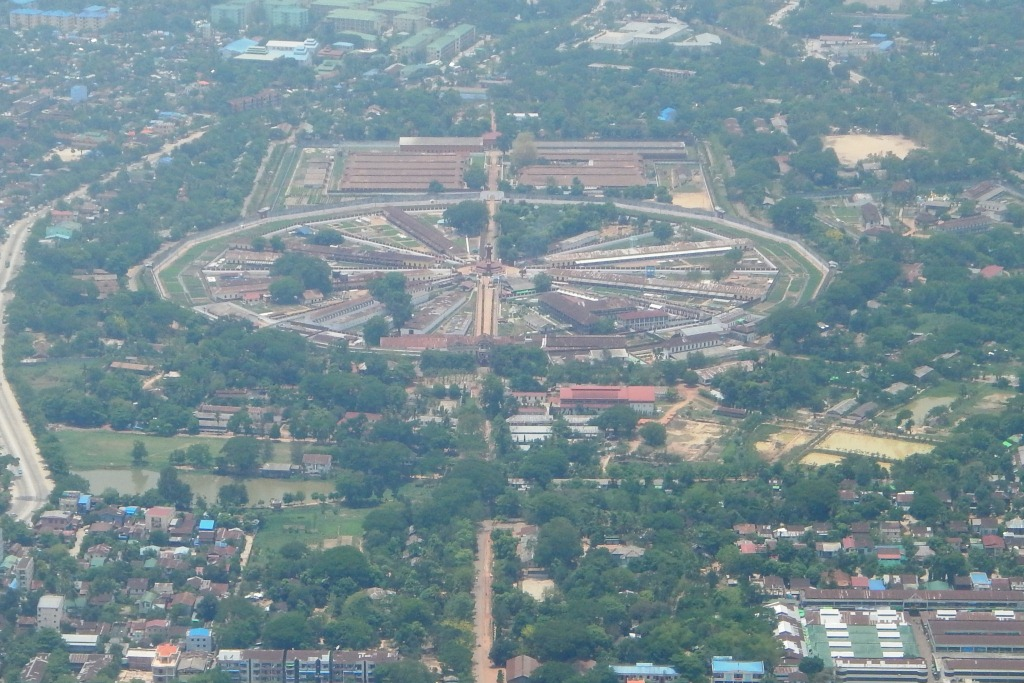

- Sierpień 1988 - w Insein oraz ośmiu innych więzieniach w kraju wybuchł w niejasnych okolicznościach bunt w wyniku którego zbiegło wielu groźnych kryminalistów. Ich obecność na ulicach wywoływała strach zwykłych mieszkańców, co dało asumpt do przypuszczeń, iż całe wydarzenie zostało zaaranżowane przez władze wojskowe w celu stworzenia atmosfery sprzyjającej dla brutalnych działań policji i wojska po demonstracjach z 8.8.1988[2].
- Maj 2008 - po przejściu cyklonu Nargis w więzieniu wybuchł bunt osadzonych żądających przeniesienia w bezpieczne miejsce. Bunt stłumiono kosztem 40 ofiar śmiertelnych (w tym 4 zabitych podczas późniejszych przesłuchań} i ok. 70 rannych[5] .

## Najbardziej znani więźniowie
- Aung San Suu Kyi - polityk, działaczka ruchu prodemokratycznego
- Min Ko Naing - działacz ruchu prodemokratycznego
- Saw Wai - poeta
- Sao Shwe Thaik[6] - szański saopha, pierwszy prezydent niepodległej Birmy
- Soe - założyciel Birmańskiej Partii Komunistycznej, jeden z thakinów
- Than Tun - działacz ruchu i partyzantki komunistycznej, jeden z thakinów
- Tin Oo - były generał armii birmańskiej, działacz ruchu prodemokratycznego